# Gibson ES-125
Gibson ES-125 je elektrická kytara vyráběná společností Gibson Guitar Corporation. Byla vyráběna v několika modelech: ES-125T, ES-125TC a ES-125TCD. Mezi nejvýznamnější kytaristy, kteří na tento typ kytary hráli, patří Thom Yorke, Pete Doherty, Stevie Ray Vaughan, Marc Ribot, Wes Montgomery, George Thorogood nebo Izzy Stradlin. Jedná se o nástupce kytary Gibson ES-100.